# Frenchboro
Frenchboro es un pueblo ubicado en el condado de Hancock en el estado estadounidense de Maine. En el Censo de 2010 tenía una población de 61 habitantes y una densidad poblacional de 0,27 personas por km².

## Geografía
Frenchboro se encuentra ubicado en las coordenadas 44°8′54″N 68°14′55″O / 44.14833, -68.24861. Según la Oficina del Censo de los Estados Unidos, Frenchboro tiene una superficie total de 229.03 km², de la cual 12.47 km² corresponden a tierra firme y (94.55%) 216.56 km² es agua.

## Demografía
Según el censo de 2010, había 61 personas residiendo en Frenchboro. La densidad de población era de 0,27 hab./km². De los 61 habitantes, Frenchboro estaba compuesto por el 86.89% blancos, el 0% eran afroamericanos, el 3.28% eran amerindios, el 0% eran asiáticos, el 0% eran isleños del Pacífico, el 0% eran de otras razas y el 9.84% pertenecían a dos o más razas. Del total de la población el 0% eran hispanos o latinos de cualquier raza.